# 칼리닌그라드 스타디움
칼리닌그라드 스타디움(러시아어: Стадион Калининград)은 러시아 칼리닌그라드에 위치한 경기장이다. 2018년 FIFA 월드컵 개최 경기장으로 선정되었다. FC 발티카 칼리닌그라드의 홈 구장으로 사용되고 있으며 수용 인원은 33,973명이다.

## 2018년 FIFA 월드컵일정
| 날짜            | 시간 (UTC+2) | 팀 #1      | 결과  | 팀 #2      | 대회 | 관중   |
| --------------- | ------------ | ---------- | ----- | ---------- | ---- | ------ |
| 2018년 6월 16일 | 21:00        | 크로아티아 | 2 - 0 | 나이지리아 | D조  | 31,136 |
| 2018년 6월 22일 | 20:00        | 세르비아   | 1 - 2 | 스위스     | E조  | 33,167 |
| 2018년 6월 25일 | 20:00        | 스페인     | 2 - 2 | 모로코     | B조  | 33,973 |
| 2018년 6월 28일 | 20:00        | 잉글랜드   | 0 - 1 | 벨기에     | G조  | 33,973 |